# Bois d'Inde (Anse La Raye)
Bois d'Inde es una localidad de Santa Lucía, que forma parte del distrito de Anse La Raye.